# 韦莱佐洛梅利纳
韦莱佐洛梅利纳（義大利語：Velezzo Lomellina），是意大利帕维亚省的一个市镇。总面积8平方公里，人口100人，人口密度12.5人/平方公里（2009年）。国家统计（ISTAT）代码为018172。